# فضای فشرده

بازه به دلیل کراندار نبودن فشرده نیست. بازه به دلیل بسته نبودن فشرده نیست. بازه فشرده است چون هم بسته و هم کراندار می باشد.

در ریاضیات، به‌ویژه در توپولوژی عمومی، فشردگی خاصیتی است که مفهوم زیرمجموعه‌های بسته (یعنی، شامل همه نقاط حدی اش باشد) و کراندار (یعنی تمام نقاطش در فاصله ثابتی از هم قرار داشته باشند) فضای اقلیدسی را تعمیم می دهد. مثال های آن شامل بازه بسته، یک مستطیل، یا مجموعه متناهی از نقاط می باشد. این مفهوم برای فضاهای توپولوژی عام تری نسبت به فضای اقلیدسی به طرق گوناگونی تعریف می گردد.
یکی از این تعمیم ها این است که یک فضای توپولوژی به طور دنباله ای فشرده است اگر هر دنباله نامتناهی از نقاط فضا دارای زیر دنباله ای نامتناهی باشد که به نقاطی از فضا همگرا گردد. قضیه بولزانو-وایرشتراس بیان می دارد که زیرمجموعه ای از فضای اقلیدسی از جنبه دنباله ای (که ذکر شد) فشرده است اگر و تنها اگر بسته و کراندار باشد. لذا، اگر نامتناهی نقطه از بازه واحد بسته {\displaystyle [0,1]} انتخاب کنیم، برخی از آن نقاط به میزان دلخواهی به برخی اعداد حقیقی در آن فضا نزدیک خواهند شد. به عنوان مثال، برخی از اعدادی چون {\displaystyle {\frac {1}{2}}}، {\displaystyle {\frac {4}{5}}}، {\displaystyle {\frac {1}{3}}}، {\displaystyle {\frac {5}{6}}}، {\displaystyle {\frac {1}{4}}}، {\displaystyle {\frac {6}{7}}}، ... حول ۰ (و برخی دیگر حول ۱) انباشته می شوند. همین اعداد در بازه {\displaystyle (0,1)} حول هیچ نقطه ای انباشته نمی شوند؛ لذا بازه باز فشرده نیست. خود فضای اقلیدسی فشرده نیست، چرا که کراندار نیست. به طور خاص، دنباله نقاط ۰، ۱، ۲، ۳، .... هیچ زیر دنباله همگرا به عددی حقیقی ندارد.
در مورد فضاهای توپولوژیکی کلی تر، تعاریف مختلف فشردگی لزوماً معادل نیستند. کاربردی ترین تعریف، که تعریف استانداردی برای مفهوم فشردگی است، بر حسب وجود خانواده متناهی از مجموعه های باز است که فضا را "پوشش" می دهند، یعنی هر نقطه از فضا در یکی از اعضای آن خانواده قرار می گیرد. این تعریف توسط پاول الکساندروف و پاول یوریسون در ۱۹۲۹ معرفی گشت و فضاهای فشرده را به صورت تعمیمی از مجموعه های متناهی نمایان می سازد. در فضاهایی که از دیدگاه این تعریف فشرده هستند، اغلب امکان الصاق کردن اطلاعات موضعی، یعنی اطلاعات مربوط به همسایگی هر نقطه، به احکام متناظر سرتاسری، یعنی مربوط به کل فضا، فراهم می گردد. خیلی از قضایا ویژگی اخیر را مورد بهره برداری قرار می دهند.
برخی مواقع عبارت مجموعه فشرده معادل با فضاهای فشرده در نظر گرفته می شود، اما اغلب منظور از آن یک زیرفضای فشرده از یک فضای توپولوژیست.

## تاریخچه پیشرفت
در قرن نوزدهم، چندین خاصیت ریاضیاتی پراکنده و ناهمخوان شناخته شده بودند که بعدها مشخص شد پیامدهای فشردگی اند. از سوی دیگر، برنارد بولزانو (۱۸۱۷) می دانست که هر دنباله کراندار از نقاط (به عنوان مثال درون خط یا صفحه) زیر دنباله ای دارد که باید در نهایت به میزان دلخواهی به نقطه ای دیگر که به آن نقطه حدی می گویند میل کند. اثبات بولزانو وابسته به روش دو نیم کردن بود: دنباله مورد نظر درون بازه ای قرار می گرفت که آن بازه به دو بخش مساوی تقسیم می شد، سپس بخشی که شامل بی نهایت عضو از دنبال بود انتخاب می گشت. آنگاه فرایند مذکور دوباره با تقسیم کردن بازه کوچکتر حاصل که از مرحله قبل انتخاب شده بود تکرار می گشت. اهمیت واقعی قضیه بولزانو و روش اثبات آن تا حدود ۵۰ سال بعد، زمانی که مجدداً توسط کارل وایرشتراس کشف شد مشخص نگردید.

## تعاریف
بسته به سطح تعمیم مورد نظر، تعاریف متعددی را می توان برای فشردگی ارائه داد. به طور خاص یک زیر مجموعه از فضای اقلیدسی را فشرده گویند اگر بسته و کراندار باشد. این تعریف بر اساس قضیه بولزانو-وایرشتراس نتیجه می دهد که هر دنباله نامتناهی از مجموعه مذکور زیردنباله ای دارد که به نقطه ای در آن مجموعه همگرا می شود. مفاهیم معادل مختلف دیگری برای فشردگی را می توان در فضای متری در حالت کلی ایجاد کرد، مثل فشردگی دنباله ای و فشردگی نقطه حدی.
در مقایسه، مفاهیم متفاوت فشردگی در فضاهای توپولوژی عام با یک دیگر معادل نیستند، فلذا مفید ترین مفهوم فشردگی، که ابتدا به آن دوفشردگی (به انگلیسی: bicompactness) می گفتند را با کمک پوشش های باز تعریف کردند (این تعریف در ادامه می آید). این فرم از فشردگی برای زیر مجموعه های بسته و کراندار فضای اقلیدسی بر اساس قضیه هاینه-بورل برقرار است. فشردگی، زمانی که بدین طریق تعریف گردد، اغلب امکان می دهد تا اطلاعات موضعی (یعنی اطلاعات مربوط به همسایگی هر نقطه) به سرتاسر فضا تعمیم پیدا کند. مثالی از این پدیده قضیه دیریکله است، که ابتداءً توسط هاینه به کار گرفته شد، در این قضیه نشان داده می شود که تابع پیوسته روی یک بازه فشرده به طور یک نواخت پیوسته است؛ در اینجا، پیوستگی یک خاصیت موضعی تابع است در حالی که پیوستگی یک نواخت خاصیتی سرتاسریست.

### تعریف پوشش باز
یک فضای توپولوژی {\displaystyle X} را فشرده گویند اگر هر پوشش باز آن دارای زیر پوشش متناهی باشد. یعنی، {\displaystyle X} فشرده است اگر برای هر گردایه {\displaystyle C} از زیر مجموعه های باز {\displaystyle X} به صورت:
{\displaystyle X=\bigcup _{x\in C}x}
وجود داشته باشد زیرمجموعه متناهی {\displaystyle F} از {\displaystyle C} چنان که:
{\displaystyle X=\bigcup _{x\in F}x.}
برخی از شاخه های ریاضیات چون هندسه جبری که اغلب از مکتب فرانسوی بورباکی تأثیر پذیرفته اند، از اصطلاح شبه-فشرده برای مفهوم کلی فشردگی استفاده می کنند و در مقابل اصطلاح فشرده را برای فضاهای توپولوژی که هم هاسدورف و هم شبه-فشرده باشند نگه داشتند.

## مثالهایی از فضاهای فشرده
- مجموعهٔ تهی
- بازهٔ یکهٔ بستهٔ [0, 1] فشرده است (ولی بازهٔ نیمه باز [0, 1) نه)
- تمام مجموعه های متناهی

## قضایا
برخی قضایای مرتبط با فشردگی:
- یک تصویر پیوسته از یک فضای فشرده، فشرده است.
- قضیهٔ مقدار نهایی: یک تابع پیوستهٔ حقیقی روی یک فضای فشرده کراندار است و مقدار ماکزیمم خود را می‌گیرد.
- یک زیرمجموعهٔ بسته از یک فضای فشرده، فشرده است.
- یک مجموعهٔ فشردهٔ ناتهی از اعداد حقیقی بزرگ‌ ترین عضو و کوچک‌ترین عضو دارد.
- یک زیرمجموعه از فضای اقلیدسی n-بعدی فشرده است اگر و تنها اگر بسته و کراندار باشد.(قضیهٔ هاینه-بورل)